# ファンタスティポ (曲)
「ファンタスティポ」は、トラジ・ハイジのシングル。2005年1月26日にジャニーズ・エンタテイメントから発売された。

## 解説
ジェイ・ストーム映画第4弾として公開された『ファンタスティポ』の出演者、TOKIOの国分太一とKinKi Kidsの堂本剛が結成したユニット“トラジ・ハイジ”のデビューシングルでありラストシングル。2人のユニットでの共演は、2003年1月のJ-FRIENDS解散以来約2年ぶりとなる。
同年1月21日にテレビ朝日系音楽番組『ミュージックステーション』に生出演し、テレビ初披露。1月24日にはフジテレビ系『HEY!HEY!HEY! MUSIC CHAMP』、1月27日にTBS系『うたばん』に出演した。出演時にはその都度ラストのサビで違ったパフォーマンスを魅せた。
また、国分太一は通常TOKIOとしてバンドでの演奏が主の為、普段見られない国分のダンスは話題を呼んだ。堂本剛もデビュー当初はアイドルユニットとして様々なダンスを披露していたが、近年のKinKi Kidsの活動ではダンスが少なくなっている他、ソロシングルやソロライブにおいてはファンクミュージックをジャンルとしており、ギターなどの楽器を使いバンド編成でパフォーマンスする事が多いために、KinKi Kidsの活動以外ではダンスを一切披露しない。どちらも久々に本格的なダンスに挑戦している。厳密にはそれぞれ役名名義での参加となっているが、番組出演時やクレジット上はほとんど拘られていない。
初回生産限定盤は同曲のPVと振り付けマニュアルを収録したDVDが付属。あえて「古臭い」「1970年代に近い」というコンセプトを基にレトロな曲調に仕上がり、振り付けも大変特徴的でユニークなものになっていたため、初回生産限定盤は発売直後から売り切れが続出した。初回生産限定盤は完全生産限定盤であったため、追加出荷がされず、入手困難となった。
初回生産限定盤、通常盤共にCDの収録内容は同一であるが、A面（1曲目）には楽曲でなく2人のフリートークを収録、2曲目に楽曲「ファンタスティポ」を収録するという珍しい形式になっている。すぐに完売した初回生産限定盤のジャケットは本人たちを掲載、通常盤は1970年代 - 80年代に流行したディスコを彷彿とさせるミラーボールをジャケット写真にしている。通常盤にもそれぞれの写真を掲載している。
両者とも所属事務所はジャニーズであるが、レコード会社は国分がユニバーサルミュージック（当時）、剛がジャニーズ・エンタテイメントであるため、一応はレコード会社の枠を超えたコラボレーションユニットである。

## 収録曲

### CD
1. オシャベリ [7:05]
7分近くに及ぶ2人のフリートーク。コント形式のネタや、モノマネなどが収録されている。
2. ファンタスティポ [4:19]
作詞：久保田洋司
作曲：清水昭男
編曲：CHOKKAKU
コーラスアレンジ：岩田雅之
3. ファンタスティポ（オリジナル・カラオケ）[4:18]

### DVD
※ 初回生産限定盤のみ
1. Video Clip+How to Dance

## 参加ミュージシャン
トラジ・ハイジ
- 鯉之掘トラジ（国分太一）：Vocal
- 鯉之掘ハイジ（堂本剛）：Vocal

Additional Musician
- CHOKKAKU：Programming、Keyboards & Guitar
- 種子田健：Bass
- RUSH by 加藤高志：Strings
- 岩田雅之：Chorus
- 市木由佳子：Chorus

## タイアップ
- ジェイ・ストーム配給映画『ファンタスティポ』主題歌